# Архитектурное освещение
Архитектурное освещение — это область смежного применения принципов и методов архитектуры, дизайна интерьеров и экстерьеров, а также электротехники, которая связана с разработкой систем освещения фасадов зданий, архитектурных памятников, скульптур и малых архитектурных форм. Оно может подразумевать применение искусственного, естественного или смешанного освещения. Без света в принципе невозможно оценить художественную ценность архитектурного элемента или ансамбля.
Поскольку архитектурное освещение несет также утилитарный характер, оно учитывает вид деятельности человека на этом объекте. Поэтому при проектировании тщательно планируют:
- Общее количество света;
- Цвет света, от которого зависит общее восприятие объекта и пространства в целом;
- Распределение света в пространстве, включая открытые пространства;
- Влияние системы освещение на человека, возможность выполнять те или иные задачи в этой среде.

О качественном архитектурном освещении можно говорить, если оно не вызывает дискомфорта, позволяет представить объект максимально эффектно, раскрыть замысел дизайнера.

## История
Долгое время использовать искусственные источники света как часть архитектурного ансамбля было невозможно, поскольку поддерживать в них постоянное горение было сложно.
Во внутреннем освещении использовался художественный потенциал самих светильников. Подсвечники, лампы, первые люстры становились элементами внутренней архитектуры и выполняли как утилитарную, так и эстетическую функцию.
Для освещения использовали различные виды светильников: свечи, лампы Арганда (масляные лампы для домашнего освещения), керосиновые лампы (домашнее и уличное освещение).
Но только с появлением электрического освещения стало можно говорить о проектировании архитектурного освещения.

## Типы архитектурного освещения
С помощью освещения архитекторы могут правильно расставить акценты на зданиях и других объектах. Для этого они используют один или несколько типов архитектурного освещения:
- Локально-зональная или акцентная подсветка фасада — позволяет акцентировать внимание на главных элементах объекта;
- Общее или заливающее освещение — применяется для общего освещения объекта, обеспечивает целостность восприятия, хорошую видимость и обзор на крупномасштабных объектах;
- Скрытая художественная подсветка — позволяет добиться неординарных художественных эффектов, придать объекту характер, атмосферу, создать оптические иллюзии;
- Силуэтное или фоновое освещение — позволяет создать световую подложку на заднем плане;
- Контурная подсветка линейными светильниками и светодиодными лентами — позволяет светом подчеркнуть контуры зданий;
- Цвето-динамическая иллюминация — применяется в световом дизайне как основной инструмент создания динамичных иллюминационных композиций.

## Используемое оборудование
Основные компоненты архитектурного освещения — светодиодные светильники и прожекторы. Экономичные, долговечные, простые в обслуживании элементы освещения с широким спектром оттенков вытеснили неоновые лампы и трубки, газоразрядные лампы.
Взаимодействие архитектурного освещения с уличным позволяет получить единую картину городского ландшафта, вписать объект в окружающее пространство, а не вырывать его.

## Нормативные требования
Поскольку архитектурное освещение несёт утилитарную нагрузку, непосредственно влияет на восприятие пространства пешеходами и водителями транспортных средств, есть ряд требований, предусмотреных законодательными нормами:
- Архитектурное освещение не должно ослеплять пешеходов и водителей транспортных средств;
- При проектировании архитектурного освещения следует учитывать отражающую способность поверхностей объекта;
- При заливающем освещении нужно избегать большого расхождения в освещенности с учетом количества цветов и рельефа поверхности объекта;
- Допускается увеличение яркости с учетом отражающей способности поверхности объекта на 50 %, если его осмотр осуществляется с расстояния 300 м и более[1].

## Применение
Архитектурное освещение активно применяют для создания гармоничного образа в ночное время для памятников архитектуры. Например, у римского Колизея мягко подсвечен фасад, а арки выделены скрытой, но яркой подсветкой.
Пирамиды Гизы и Сфинкс также меняют свой вид после захода солнца, когда естественное освещение сменяется архитектурным.
Также архитектурное освещение — важная часть создания имиджа жилых комплексов, бизнес-центров, объектов культуры, даже аэропортов.
Сейчас для проектирования архитектурного освещения активно применяют технологии компьютерного моделирования и визуализации. В виртуальной среде можно рассмотреть несколько вариантов дизайна и составить представление о том, как будет выглядеть готовый объект.